# 千野雅人
千野 雅人（ちの まさと、1962年2月8日-）は、日本の官僚。総務省統計局長を経て、2019年(令和元年)7月より、総務省政策統括官付国際統計交渉官。山梨県生まれ。

## 人物
東京大学理学部卒業後、1984年上級甲種（区分数学）で総理府採用。統計中心の勤務で2001年以降統計局で室長、課長、審議官を歴任し2017年統計局長。2019年政策統括官付国際統計交渉官に。

## 経歴
- 山梨県立甲府南高等学校を卒業[2]。
- 1984年（昭和59年）03月 東京大学理学部卒業[1]
- 1984年（昭和59年）04月 総理府採用
- 1990年（平成02年）07月 郵政省放送行政局有線放送課課長補佐
- 1992年（平成04年）04月 総務庁人事局参事官補佐
- 1993年（平成05年）08月 総務庁長官官房企画課課長補佐
- 1995年（平成07年）06月 内閣官房内閣内政審議室総括参事官補（併）総理府大臣官房内政審議室調査企画担当参事官補(～平成7年7月)
- 1997年（平成09年）06月 総務庁統計局総務課総括課長補佐
- 1998年（平成10年）07月 総務庁統計局統計調査部国勢統計課調査官
- 1999年（平成11年）04月 通商産業省生活専業局総務課生活文化産業企画官（併）同局サービス産業課デザイン政策室長(～平成13年1月)
- 1999年（平成11年）07月 通商産業省生活産業局総務課企画官（併）同局同課人間生活システム企画室長(～平成13年1月)
- 2001年（平成13年）01月 総務省統計局統計調査部国勢統計課労働力人口統計室長
- 2003年（平成15年）04月 日本学術会議事務局学術部情報国際課長
- 2004年（平成16年）07月 統計局統計調査部経済統計課長
- 2007年（平成19年）01月 統計局統計調査部国勢統計課長
- 2009年（平成21年）07月 統計局統計調査部調査企画課長
- 2010年（平成22年）07月 政策統括官付統計企画管理官
- 2012年（平成24年）08月 独立行政法人統計センター理事
- 2015年（平成27年）04月 大臣官房審議官（恩給、統計局担当）
- 2015年（平成27年）07月 統計局統計調査部長
- 2017年（平成29年）07月 統計局長
- 2018年（平成30年）04月 （併）統計研修所長(～平成31年4月)
- 2019年（令和元年）07月 政策統括官付国際統計交渉官
- 2021年（令和03年）03月 辞職
- 2021年（令和03年）04月 情報・システム研究機構統計数理研究所特任教授[3]

※省名がないものは総務省を指す

## 統計局長として
2018年5月24日の参議院総務委員会にて、「統計がゆがむと、政策もゆがむ。統計が乱れると、国が乱れる」と発言したことが報道された。